# Voetwortelbeen

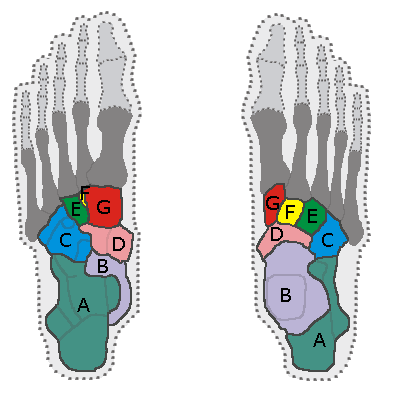
De voetwortelbeentjes, op linkerafbeelding van onderaf gezien, rechts van bovenaf:
A=calcaneus (hielbeen), B=talus (sprongbeen), C=os cuboides, D=os naviculare, E=os cuneiforme laterale, F=os cuneiforme intermedium, G=os cuneiforme mediale.
In donkergrijs de middenvoetsbeentjes

De voetwortelbeenderen of ossa tarsi zijn de botten in de voet, gelegen tussen het scheenbeen (tibia) en het kuitbeen (fibula) enerzijds en de vijf middenvoetsbeentjes (één voor elke teen) anderzijds. De botjes bij elkaar worden tezamen ook wel voetwortel of tarsus (van het Griekse ταρσός, voet(zool)) genoemd. Het gewricht dat het scheenbeen en het kuitbeen met de voetwortel maakt, wordt het enkelgewricht genoemd.
Bij vogels en veel dieren is het vaak een lang bot (Tarsus) en lijkt het enkelgewricht op een knie die naar achteren buigt.
De zeven standaard bij de mens voorkomende voetwortelbeenderen zijn: 
- talus[2] of sprongbeen
- calcaneus[2] of hielbeen
- os naviculare[2]
- os cuneiforme mediale[2]
- os cuneiforme intermedium[2]
- os cuneiforme laterale[2] (gezamenlijk de drie wiggenbeenderen)
- os cuboides[3] of teerlingbeen[4]

## Accessoire voetwortelbeentjes
Veel mensen hebben nog extra voetwortelbeentjes, die gedurende de embryonale ontwikkeling als extra botopbouwpunt ontstaan. In sommige studies is sprake van accessoire voetwortelbeentjes bij 36% van de mensen. Voorbeelden van deze extra voetwortelbeentjes zijn de volgende:
- Os aponeurosis plantaris
- Os calcanei accessorium (os talocalcaneare laterale)
- Os calcanei secundarium
- Os cuboides secundarium
- Os cuneometatarsale I plantare
- Os cuneometatarsale I tibiale
- Os cuneometatarsale II dorsale
- Os cuneonaviculare I dorsale (os naviculocuneiforme, os infranaviculare, os paracuneiforme I)
- Os in sinu tarsi
- Os intercuneiforme
- Os intermetatarsale I (os intermetatarseum)
- Os intermetatarsale IV
- Os paracuneiforme (os praecuneiforme)
- Os retinaculi
- Os sesamoideum peronaeum (os peronaeale, os cuboides accessorium)
- Os sesamoideum tibialis anterioris
- Os sesamoideum tibialis posterioris
- Os subcalcaneum (os subcalcis, os tuberis calcanei)
- Os subfibulare
- Os subtibiale (os tali accessorium, os tali secundarium)
- Os supracalcaneum (os accessorium supracalcaneum)
- Os supratalare (os tali secundarium)
- Os sustentaculi tali (os sustentaculi)
- Os talocalcaneare posterius
- Os talonaviculare dorsale (os supranaviculare)
- Os talotibiale dorsale
- Os tendinis calcanei
- Os tibiale externum (os naviculare accessorium)
- Os trigonum
- Os trochleare calcanei (os trochleae)
- Os uncinatum (os unci)
- Os vesalianum pedis

## Bij dieren
Bij zoogdieren komt hoofdzakelijk dezelfde zevendeling van de tarsus voor als bij de mens, met verschillen tussen de zoogdieren onderling.
De tarsus bestaat uit:
- os tarsi tibiale,[8]  ook talus[9] genoemd zoals als bij de mens.
- os tarsi fibulare,[8] ook calcaneus[9] genoemd zoals bij de mens.
- os tarsi centrale,[8][9] overeenkomend met het os naviculare.[9]
- os tarsi I, overeenkomend met het os cuneiforme mediale.[9]
- os tarsi II, overeenkomend met het os cuneiforme intermedium.[9]
- os tarsi III, overeenkomend met het os cuneiforme laterale.[9]
- os tarsi IV, overeenkomend met het os cuboides.[9]

Bij het varken en de vleeseters komen alle zeven voetwortelbeenderen voor. Bij het paard zijn de ossa tarsi I en II versmolten en wordt vervolgens het os cuneiforme mediointermedium genoemd. Bij het rund zijn het os tarsi centrale en het os tarsi IV versmolten en wordt het geheel het os centroquartale, het os naviculocuboideum of het os centrotarsale genoemd. Ook zijn bij het rund de ossa tarsi II et III versmolten en wordt het geheel het os cuneiforme intermediolaterale genoemd.